# (12528) 1998 KL31
A (12528) 1998 KL31 a Naprendszer kisbolygóövében található aszteroida. A LINEAR projekt keretében fedezték fel 1998. május 22-én.

## Kapcsolódó szócikk
- Kisbolygók listája (12501–13000)